# GURPS Supers
GURPS Supers é um suplemento do sistema de RPG GURPS usado para criação de super-heróis,  escrito por Loyd Blankenship e publicado por Steve Jackson Games em 1989. 

## Edições e suplementos anteriores
A primeira edição do  GURPS Supers  foi impressa em 1989, e a segunda edição foi publicada em 1990. A primeira edição teve agrupamentos de poderes de personagens que não foram utilizados na segunda edição. Ambos foram baseados na terceira edição de GURPS Módulo básico. No Brasil foi publicado pela Devir Livraria.
Foram lançado outros suplementos e aventuras prontas:
- GURPS Supers Adventures
- GURPS Supers: Death Wish
- GURPS Supers: Mixed Doubles
- GURPS Supers: School of Hard Knocks (publicado no Brasil pela Devir como Escola de Super-Heróis)[1]
- GURPS Supers: Superscum
- GURPS Supers: Supertemps
- Hellboy Sourcebook and Roleplaying Game (baseado em Hellboy)
- GURPS Wild Cards (baseado em Cartas Selvagens, publicado no Brasil pela Devir dentro do Módulo GURPS Supers)[2]
- GURPS Wild Cards: Aces Abroad

## Quarta Edição
GURPS Supers para a Quarta Edição foi publicado em 2007, foi um dos vários livros do gênero publicados por Steve Jackson Games para a nova edição.

Para a quarta Edição do GURPS, a maioria das regras que regem a criação de super-heróis são abordadas de forma genérica no GURPS Powers.  A versão em pdf de William H. Stoddard cobre as informações específicas de gênero em um estilo semelhante aos livros GURPS Fantasy e  GURPS Space para a quarta edição do GURPS.